# Tyrese Martin
Tyrese Jeffrey Martin (Allentown, Pensilvania; 7 de marzo de 1999) es un jugador de baloncesto estadounidense que pertenece a la plantilla de los Brooklyn Nets de la NBA. Con 1,98 metros de estatura, juega en la posición de escolta o alero.

## Trayectoria deportiva

### Instituto
Martin jugó al baloncesto en la escuela secundaria William Allen en Allentown, Pensilvania. En su último año promedió 21,3 puntos y 11,4 rebotes por partido, siendo elegido MVP de la Eastern Pennsylvania Conference (EPC) y llevando a su equipo a su primer título de la EPC desde 2006.
Jugó una temporada de posgrado en la Academia Militar Massanutten en Woodstock, Virginia para obtener más exposición de los programas universitarios. En 2017, se comprometió a jugar baloncesto universitario para Rhode Island por delante de ofertas de Minnesota, Utah y Seton Hall, entre otros.

### Universidad
Jugó dos temporadas con los Rams de la Universidad de Rhode Island, en las que promedió 10,3 puntos, 6,1 rebotes, 1,1 asistencias y 1,0 robos de balón por partido.
Para su temporada júnior, se transfirió a los Huskies de la Universidad de Connecticut para jugar con el entrenador Dan Hurley, quien lo había reclutado para Rhode Island. Durante la postemporada, trabajó a tiempo completo en un almacén en Allentown después de que su madre fuera despedida de su trabajo durante la pandemia de COVID-19. Se le otorgó una exención de la NCAA para la elegibilidad inmediata en UConn, sin tener que pasar una temporada en blanco. Jugó dos temporadas más, promediando 12,2 puntos, 7,5 rebotes y 1,5 asistencias por encuentro. El 22 de marzo de 2022 se declaró elegible para el draft de la NBA, renunciando a su elegibilidad universitaria restante.

#### Estadísticas
| Año     | Equipo       | PJ  | PT | MPP  | %TC  | %3P  | %TL  | RPP | APP | ROB | TPP | PPP  |
| ------- | ------------ | --- | -- | ---- | ---- | ---- | ---- | --- | --- | --- | --- | ---- |
| 2018–19 | Rhode Island | 33  | 19 | 27.0 | .418 | .311 | .648 | 5.2 | 1.0 | .8  | .3  | 8.1  |
| 2019–20 | Rhode Island | 30  | 30 | 34.2 | .433 | .321 | .662 | 7.0 | 1.1 | 1.1 | .3  | 12.8 |
| 2020–21 | UConn        | 22  | 21 | 30.1 | .440 | .320 | .672 | 7.5 | 1.0 | 1.0 | .5  | 10.3 |
| 2021–22 | UConn        | 29  | 29 | 32.1 | .449 | .430 | .689 | 7.5 | 1.9 | .8  | .5  | 13.6 |
| Total   | Total        | 114 | 99 | 30.8 | .435 | .346 | .670 | 6.7 | 1.3 | .9  | .4  | 11.1 |

### Profesional
Fue elegido en la quincuagésimo primera posición del Draft de la NBA de 2022 por los Golden State Warriors, pero fue posteriormente traspasado a Atlanta Hawks a cambio de los derechos sobre Ryan Rollins. El 16 de julio firmó un contrato multianual con los Hawks.
El 28 de septiembre de 2023 firmó con los Minnesota Timberwolves, pero fue despedido el 20 de octubre. Luego fue asignado al filial de la G League de los Timberwolves, los Iowa Wolves.
El 20 de septiembre de 2024 firmó con los Brooklyn Nets. El 19 de febrero de 2025 convierte su contarto dual con los Nets, en un contrato estándar.

## Estadísticas de su carrera en la NBA

### Temporada regular
| Año     | Equipo   | PJ | PT | MPP  | %TC  | %3P  | %TL   | RPP | APP | ROB | TPP | PPP |
| ------- | -------- | -- | -- | ---- | ---- | ---- | ----- | --- | --- | --- | --- | --- |
| 2022-23 | Atlanta  | 16 | 0  | 4.1  | .391 | .143 | 1.000 | .8  | .1  | .1  | .0  | 1.3 |
| 2024-25 | Brooklyn | 60 | 11 | 21.9 | .406 | .351 | .793  | 3.7 | 2.0 | .6  | .2  | 8.7 |
| Total   | Total    | 76 | 11 | 18.2 | .4.6 | .346 | .800  | 3.0 | 1.6 | .5  | .1  | 7.6 |